# 志村ふくみ
志村 ふくみ（しむら ふくみ、1924年（大正13年）9月30日 - ）は、日本の染織家、紬織の重要無形文化財保持者（人間国宝）、随筆家。
草木染めの糸を使用した紬織の作品で知られる。

## 経歴
滋賀県近江八幡市生まれ。1942年（昭和17年）文化学院卒業。文化学院の1学年上級には女優の高峰秀子がいた。
31歳のとき、若い頃に柳宗悦の民芸運動に共鳴し、織物を習っていた母・小野豊の影響で織物を始める。
1957年（昭和32年）の第4回日本伝統工芸展に初出品で入選し、その後第5回で奨励賞、第6回・第8回で文化財保護委員会委員長賞、第7回で朝日新聞社賞と4度の受賞を重ね、特待者となった。随筆の名手としても知られ『一色一生』で第10回（1983年度）大佛次郎賞を受賞している。1986年（昭和61年）紫綬褒章受章。1990年（平成2年）に農村の手仕事だった紬織を「芸術の域に高めた」と評価され、紬織の重要無形文化財保持者（人間国宝）の保持者に認定された。1993年（平成5年）文化功労者、日本エッセイスト・クラブ賞受賞。2015年（平成27年）文化勲章受章。
1968年から京都市右京区嵯峨野に工房を構えている。
2013年（平成25年）4月に京都市左京区岡崎に芸術体験を通して学ぶ場として、娘で同じく染織作家の志村洋子とともにArs Shimura（アルスシムラ）を設立。教本として『伝書しむらのいろ』を刊行した。同5月には、GALLERY FUKUMI SHIMURAをオープンした。2015年（平成27年）4月、Ars Shimura（アルスシムラ）2校目として、嵯峨校を開校した。
門下に2010年に紋紗（もんしゃ）の重要無形文化財保持者（人間国宝）に認定された土屋順紀がいる。

## 受賞歴・栄誉等
染織家として
- 1983年 京都府文化賞功労賞を受賞。
- 1984年 衣服研究振興会衣服文化賞を受賞。
- 1986年 紫綬褒章を受章。京都市文化功労者に選出。
- 1990年4月25日 重要無形文化財「紬織」保持者（人間国宝）に認定。
- 1993年 文化功労者に選出。
- 2014年 京都賞思想・芸術部門 美術分野を受賞。
- 2015年 文化勲章を受章。
- 2015年 VOGUE JAPAN Women of the Year 2015 
- 2016年 京都市名誉市民に選出。

随筆家として
- 1983年『一色一生』で大佛次郎賞を受賞。
- 1993年『語りかける花』で日本エッセイスト・クラブ賞を受賞。
- 2006年 第14回井上靖文化賞を受賞。

## 著書
- 『志村ふくみ作品集 1958〜1981』紫紅社 1981
- 『一色一生』求龍堂 1982、文春文庫 1987、講談社文芸文庫 1994
- 『語りかける花』人文書院 1992、ちくま文庫 2007
- 『織と文』求龍堂 1995
- 『母なる色』求龍堂 1999
- 『ちよう、はたり』筑摩書房 2003、ちくま文庫 2009
- 『篝火 続・織と文』求龍堂 2004
- 『小裂帖』筑摩書房 2007
  - 『私の小裂たち』ちくま文庫 2012
- 『白夜に紡ぐ』人文書院 2009
- 『美紗姫物語』求龍堂 2011
- 『白のままでは生きられない―志村ふくみの言葉』求龍堂 2011
- 『晩禱 リルケを読む』人文書院、2012
- 『薔薇のことぶれ リルケ書簡』人文書院、2012
- 『伝書しむらのいろ』求龍堂 2013
- 『つむぎおり』求龍堂 2015、アルス（普及）版 2016
- 『いのちを織る』東京美術 2019　志村ふくみ展図録
- 『自選随筆集　野の果て』岩波書店 2023 解説志村昌司

### 共著
- 『一茎有情 対談と往復書簡』宇佐見英治 用美社 1984、ちくま文庫 2001
- 『色と糸と織と』写真井上隆雄、岩波書店〈岩波グラフィックス〉 1986
  - 『色を奏でる』ちくま文庫 1998
- 『母と子の織りの楽しみ』志村洋子 美術出版社 1993
- 『心葉 平安の美を語る』白畑よし 人文書院 1997
- 『たまゆらの道 正倉院からペルシャへ』志村洋子 世界文化社 2001
- 『いのちを纏う 色・織・きものの思想』鶴見和子 藤原書店 2006、新版2021
- 『しむらのいろ―志村ふくみ・志村洋子の染織』志村洋子 求龍堂 2009
- 『雪月花の日々 京都暮らし 春夏秋冬』志村洋子、中田昭 淡交社 2010
- 『遺言 対談と往復書簡』石牟礼道子 筑摩書房 2014
- 『緋の舟　往復書簡』若松英輔 求龍堂 2016
- 『夢もまた青し　志村の色と言葉』志村洋子、志村昌司 河出書房新社 2019
- 『志村ふくみ 染めと織り』古沢由紀子聞き書き・評伝 求龍堂 2021
- 『志村ふくみ　色なき色にすべての色がある 別冊太陽 日本のこころ』平凡社 2024。志村昌司監修、一〇〇歳記念出版
- 『人間国宝・志村ふくみ100歳記念　秋霞から野の果てまで』志村洋子 世界文化社 2025

## 出演

### ドキュメンタリー
- ETV特集 ふたりの道行き「志村ふくみと石牟礼道子の“沖宮”」（2019年1月19日、NHK Eテレ）[10]